# Unidad estratigráfica

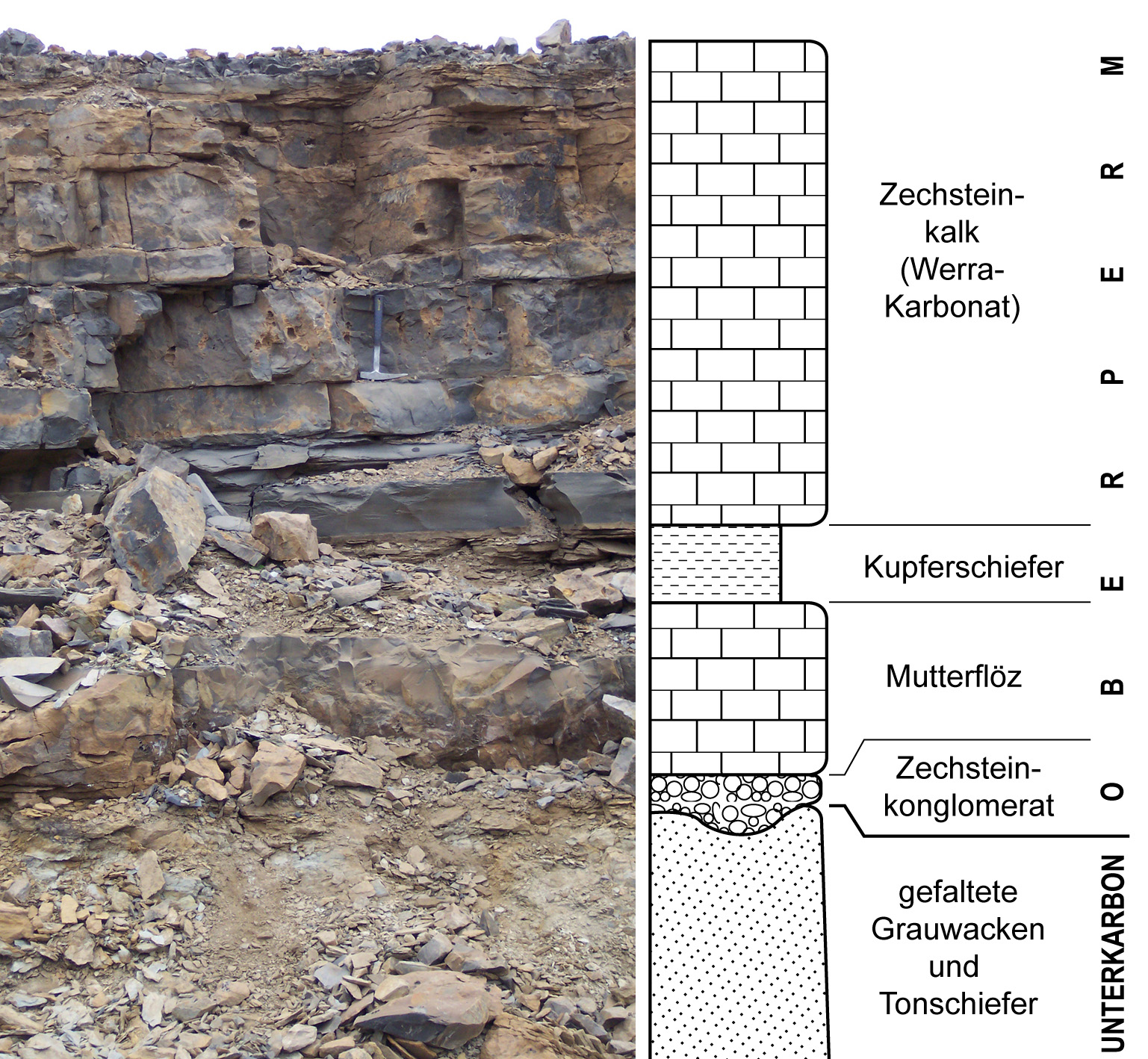
La columna estratigráfica muestra las unidades litoestratigráficas

Una unidad estratigráfica es un volumen de roca de origen identificable y rango de edad relativo que se define por sus rasgos (facies) petrográficos, litológicos o paleontológicos distintivos y dominantes, fácilmente mapeados y reconocibles, que la caracterizan. 
Las unidades deben ser cartografiables y distintas entre sí, pero el contacto no tiene por qué ser particularmente distinto. Por ejemplo, una unidad puede definirse mediante términos tales como "cuando el componente de arenisca excede el 75%". 

## Unidades litoestratigráficas

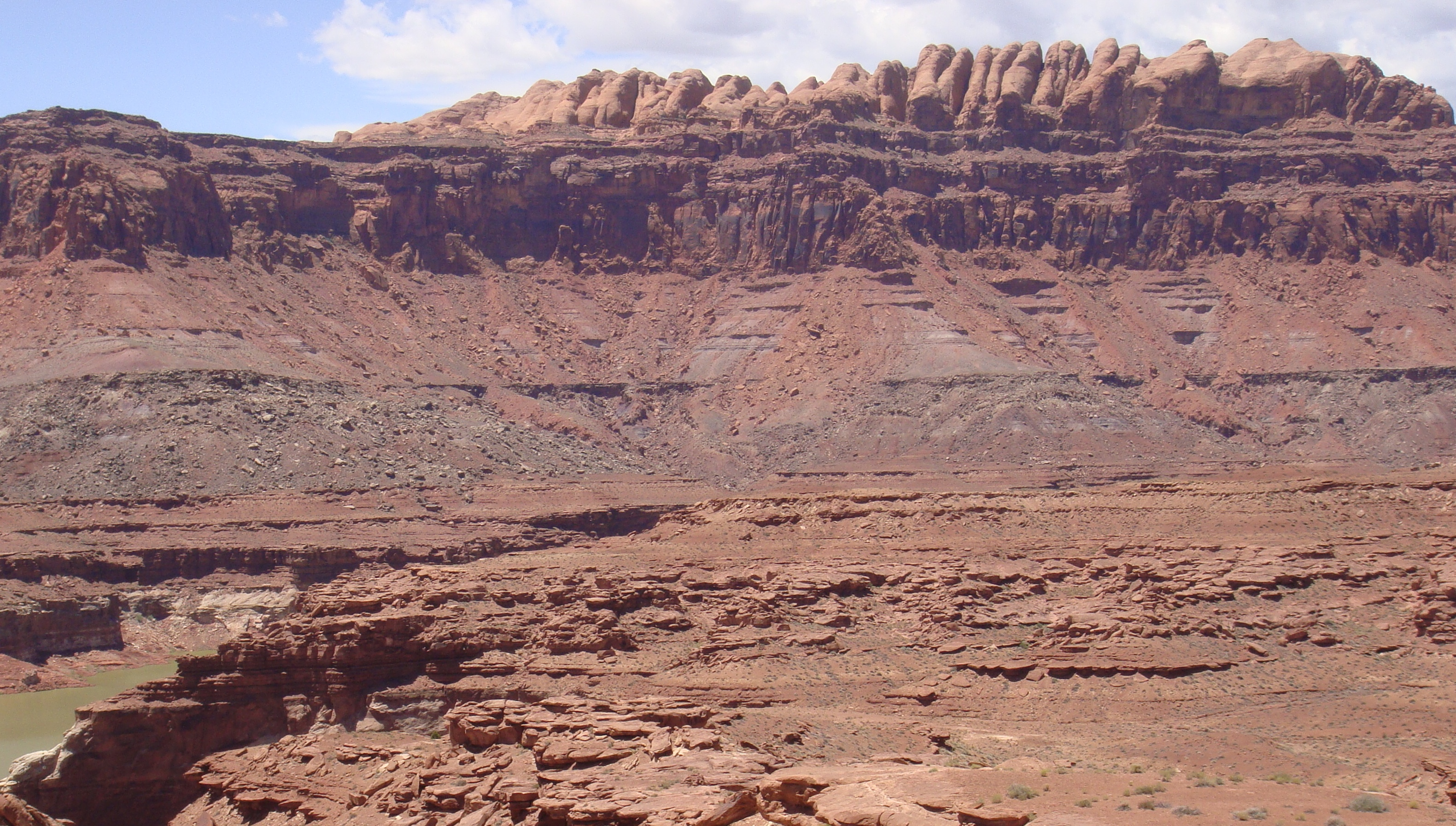
Los estratos del Pérmico al Jurásico del área de la meseta del Colorado en el sureste de Utah demuestran los principios de la estratigrafía. Estos estratos componen gran parte de las famosas formaciones rocosas prominentes en áreas protegidas muy espaciadas como el parque nacional Capitol Reef y el parque nacional Tierra de Cañones. De arriba abajo: cúpulas redondeadas de color canela de la arenisca Navajo, la formación Kayenta roja en capas, arenisca Wingate roja en forma de acantilado, articulada verticalmente, la formación Chinle purpúrea en forma de pendiente, la formación Moenkopi en capas, rojo más claro, y la arenisca en capas blancas de la formación Cutler. Imagen del área recreativa nacional de Glen Canyon, Utah.

Las secuencias de rocas sedimentarias y volcánicas se subdividen sobre la base de su litología compartida o asociada. Las unidades litoestratigráficas formalmente identificadas se estructuran en una jerarquía de rango litoestratigráfico, las unidades de rango superior generalmente comprenden dos o más unidades de rango inferior. De menor a mayor rango, los principales rangos litoestratigráficos son: capa, miembro, formación, grupo y supergrupo.
Los nombres formales de las unidades litoestratigráficas se asignan mediante estudios geológicos. Las unidades de formación o rango superior generalmente se nombran según la localidad tipo de la unidad, y el nombre formal generalmente también indica el rango o litología de la unidad. Una unidad litoestratigráfica puede tener un cambio de rango a cierta distancia; un grupo puede reducirse a una formación en otra región y una formación puede reducir su rango de miembro o capa a medida que se "pellizca".

### Capa
Una capa es una capa litológicamente distinta dentro de un miembro o formación y es la unidad estratigráfica reconocible más pequeña. Normalmente no se nombran, pero pueden serlo en el caso de un horizonte marcador.

### Miembro
Un miembro es una parte litológicamente distinta nombrada de una formación. No todas las formaciones se subdividen de esta manera e incluso cuando se reconocen, solo pueden formar parte de la formación. Un miembro no necesita ser mapeado a la misma escala que una formación.

### Formación
Las formaciones son las unidades primarias utilizadas en la subdivisión de una secuencia y pueden variar en escala desde decenas de centímetros a kilómetros. Deben distinguirse litológicamente de otras formaciones, aunque no es necesario que los límites sean nítidos. Para ser reconocida formalmente, una formación debe tener la extensión suficiente para ser útil en el mapeo de un área.

### Grupo
En geología, un grupo es una unidad litoestratigráfica que consiste en una serie de formaciones relacionadas que se han clasificado juntas para formar un grupo. Las formaciones son la unidad fundamental de la estratigrafía. Los grupos a veces pueden combinarse en supergrupos.
Los grupos son útiles para mostrar relaciones entre formaciones y también son útiles para el mapeo a pequeña escala o para estudiar la estratigrafía de grandes regiones. Los geólogos que exploran una nueva área a veces definen grupos cuando creen que los estratos dentro de los grupos pueden dividirse en formaciones durante investigaciones posteriores del área. Es posible que sólo algunos de los estratos que componen un grupo se dividan en formaciones.
Un ejemplo de grupo es el Grupo Baqueró, que se encuentra dividida en tres formaciones geológicas, las cuales son: Anfiteatro de Ticó, Bajo Tigre y Punta del Barco. Cada una de las formaciones puede distinguirse de su vecina por su litología.
Otro ejemplo es el Grupo Lebu en el centro-sur de Chile. El grupo consta de una secuencia de cuatro formaciones geológicas, de origen tanto marino como no marino, depositadas entre el Paleoceno temprano y el Eoceno medio.
Otro ejemplo es el Grupo Honda en las Cordilleras Central y Oriental de los Andes en Colombia. El grupo se encuentra en su sección de tipo actual en el Desierto de la Tatacoa en el departamento de Huila subdividido en dos formaciones principales, La Victoria y Villavieja.

### Supergrupo
Un supergrupo es un conjunto de dos o más grupos y/o formaciones asociados que comparten ciertas características litológicas. Un supergrupo puede estar formado por diferentes grupos en diferentes áreas geográficas.

## Unidades bioestratigráficas
Una secuencia de rocas sedimentarias que contengan fósiles puede ser subdividida sobre la base de la ocurrencia de un taxón en particular. Una unidad definida de este modo se conoce como unidad bioestratigráfica, generalmente acortado a biozona. Los cinco tipos de biozona comúnmente utilizados son ensamblaje, rango, abundancia, intervalo y zonas de linaje.
- Una zona de ensamblaje es un intervalo estratigráfico caracterizado por un ensamblaje de tres o más taxones fósiles coexistentes que lo distinguen de los estratos circundantes.[14][15]
- Una zona de rango es un intervalo estratigráfico que representa el rango de ocurrencia de un taxón fósil específico, basado en las localidades donde ha sido reconocido.
- Una zona de abundancia es un intervalo estratigráfico en el que la abundancia de un taxón particular (o grupo de taxones) es significativamente mayor que la observada en las partes vecinas de la sucesión.
- Una zona de intervalo es un intervalo estratigráfico cuya parte superior y base están definidas por horizontes que marcan la primera o la última aparición de dos taxones diferentes.
- Una zona de linaje es un intervalo estratigráfico que contiene fósiles que representan partes del linaje evolutivo de un grupo fósil en particular. Este es un caso especial de una zona de rango.